# Aïn Zana
Aïn Zana è un comune dell'Algeria, situato nella provincia di Souk Ahras.